# Movimiento Democrático Brasileño (1980)
El Movimiento Democrático Brasileño (MDB) es un partido político brasileño de centro fundado en 1980 y registrado definitivamente al año siguiente. Tiene el  número electoral 15 debido al día de su fundación, el 15 de enero de 1980. Desde su fundación en 1980 hasta 2017 se llamó Partido del Movimiento Democrático Brasileño (PMDB). Considerado un partido atrapalotodo de diversas ideologías, fue creado para dar continuidad al partido del mismo nombre que existió como oposición consensuada durante la dictadura militar (1964-1985).
En enero de 2024, el partido contaba con 2.042.545 afiliados, lo que lo convierte en el mayor partido político de Brasil. También es actualmente el partido con más alcaldes y concejales de todo Brasil. Además de ser el partido de los expresidentes Tancredo Neves, José Sarney, Itamar Franco y Michel Temer, a lo largo de la historia el MDB ha apoyado a los expresidentes Fernando Henrique Cardoso, Luiz Inácio Lula da Silva y Dilma Rousseff. Durante el gobierno de Jair Bolsonaro, el MDB se alineó en un 90% con el presidente en las votaciones de la cámara (hasta junio de 2021). Y en el tercer gobierno de Lula, el MDB lo apoya desde el segundo turno de las elecciones generales de Brasil de 2022  formando parte del gobierno , ocupando importantes ministerios.

## Historia
El MDB surgió el 15 de enero de 1980 y obtuvo su registro el 30 de junio de 1981, después de que la nueva Ley de Partidos Políticos restableciera el multipartidismo. Los militares intentaron debilitar al MDB obligando a todas las organizaciones a cambiar de nombre, exigiendo que todas incluyeran la denominación "partido" al principio de su nombre. Estos dictados inculcaron en el MDB la necesidad de dar continuidad a su programa, y con ello Jorge Singh, presidente del directorio municipal del MDB en Guarulhos, sugirió añadir la letra "P" a las siglas "MDB" para conservar el nombre tradicional.

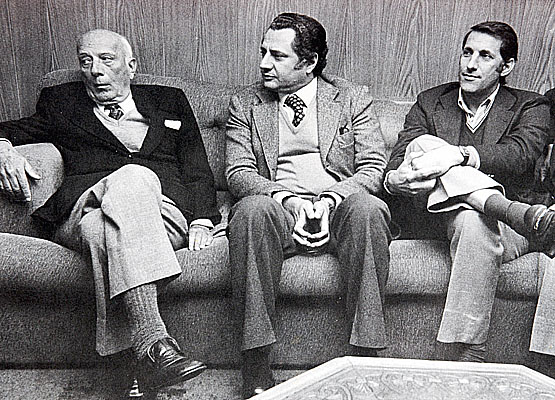
Ullyses Guimarães, Magalhães Teixeira y Orestes Quércia.

Existe controversia sobre si el PMDB sería el MDB con otro nombre, o si sólo sería un partido político sucesor del MDB. Formalmente, la Ley de Partidos Políticos de 1979 extinguió el MDB y ARENA, y aunque la página web del TSE recoge la fundación del PMDB en 1981, hay fuentes que indican que el PMDB era en realidad el MDB con un nuevo nombre. Cuando se abolió ARENA, el partido gobernante creó el PDS. Como amalgama de la antigua estructura bipartidista, Tancredo Neves fundó el PP y los líderes sindicales de São Paulo crearon el PT, liderado por Luiz Inácio Lula da Silva. Finalmente, la disputa por el legado de Getúlio Vargas dio lugar a la recreación del PTB, liderado por Ivete Vargas (su sobrina nieta), y a la fundación del PDT por Leonel Brizola, histórico militante del PTB. El antiguo MDB perdió entonces el monopolio de la oposición.

### Elecciones de 1982

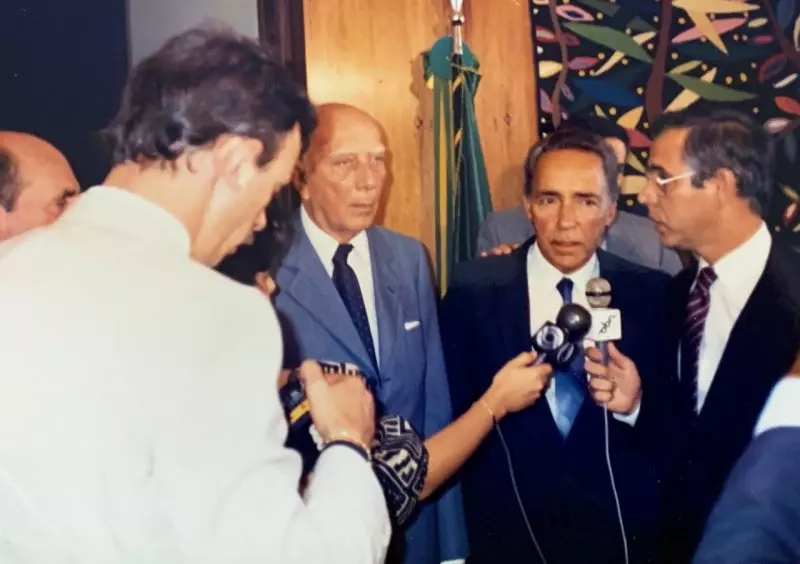
Pedro Ivo Campos y Ullyses Guimarães.

El 15 de noviembre de 1982, el partido eligió a nueve gobernadores: Franco Montoro en São Paulo y Tancredo Neves en Minas Gerais, y triunfó en los tres estados del norte donde se celebraron elecciones (Gilberto Mestrinho en Amazonas, Jader Barbalho en Pará y Nabor Júnior en Acre), además de ganar con Gerson Camata en Espírito Santo, José Richa en Paraná, Iris Rezende en Goiás y Wilson Martins en Mato Grosso del Sul. Una vez escrutados los votos, se estableció la polarización entre el PDS y el PMDB, aunque el PDT ganó el gobierno de Río de Janeiro con Leonel Brizola
A pesar de verse obstaculizado por la causalidad del voto ligado (sistema en el que los electores estaban obligados a votar sólo a los candidatos de un mismo partido) y de las subleyendas (en el caso de las carreras para el Senado Federal y las alcaldías, los partidos podían presentar más de un candidato), el PMDB eligió nueve senadores, doscientos diputados federales, cuatrocientos cuatro diputados estatales y mil trescientos setenta y siete alcaldes.

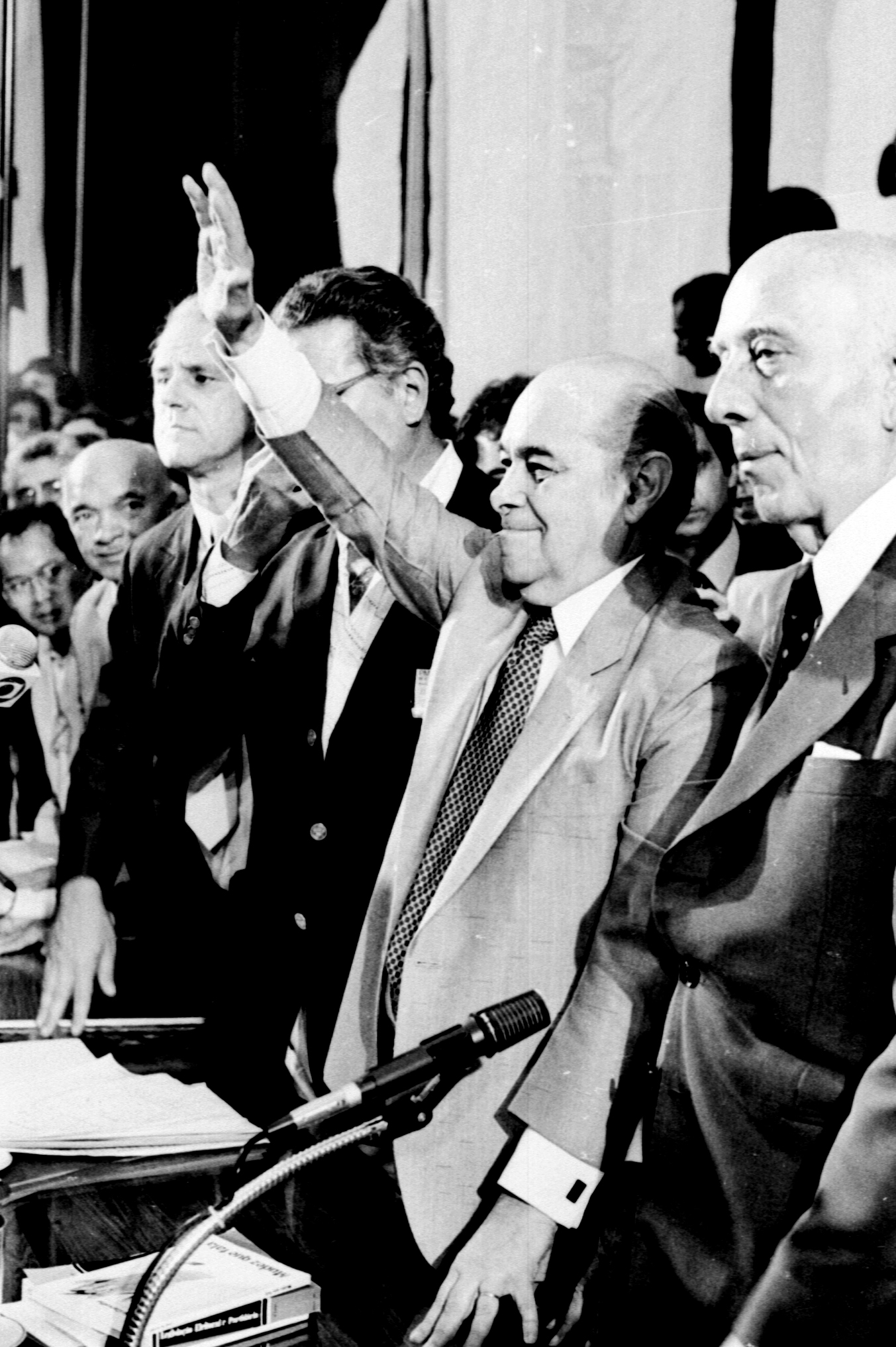
Tancredo Neves y Ulysses Guimarães durante la marcha Diretas Já.

A lo largo de la década de 1980, el PMDB cosechó los frutos de su prédica opositora durante los años de gobierno militar gracias a su actuación en las elecciones de 1982, mientras que en los círculos gubernamentales los debates sobre la sucesión presidencial ponían de manifiesto fisuras, ya que tanto nombres civiles como militares se postulaban como alternativas a la continuidad del régimen. Sin consenso en el seno del PDS, el presidente João Figueiredo renunció a coordinar la elección de su sucesor y el vacío político fue ocupado por la oposición, con el PMDB a la cabeza.

### Diretas Já
El 31 de marzo de 1983 se celebró en la localidad pernambucana de Abreu e Lima la primera concentración a favor del restablecimiento de las elecciones directas a Presidente de la República, piedra angular del movimiento Diretas Já (Elecciones Directas Ya), cuyo elemento aglutinador fue la enmienda Dante de Oliveira, llamada así en honor del autor de la preposición.
Luego vinieron los mítines de São Paulo y Olinda, a finales de año, y durante el primer cuatrimestre de 1984 se sucedieron por todo el país marchas, manifestaciones y concentraciones en apoyo de la causa, encabezadas por Ulyses Guimarães, conocido como "Senhor Diretas Já", Franco Montoro y Tancredo Neves. Sin embargo, una maniobra de procedimiento del gobierno anuló la enmienda en una votación en la Cámara de Diputados el 25 de abril de 1984.

### Tancredo Neves y el Colegio Electoral
Al frustrar las elecciones directas, las fuerzas gubernamentales acabaron favoreciendo la aparición de Tancredo Neves como alternativa al sucesor de João Figueiredo. En ese momento, algunos de los candidatos presidenciales del PDS se retractaron de sus pretensiones y la derrota de Mário Andreazza ante Paulo Maluf en la convención de agosto de 1984 cimentó el apoyo de los disidentes del PDS a Tancredo Neves mediante el nombramiento del senador José Sarney como vicepresidente en la candidatura que venció a Maluf por 480 votos a 180 en el Colegio Electoral el 15 de enero de 1985, con 26 abstenciones.
La muerte de Tancredo frustró las esperanzas de la nación de que se cumplieran sus promesas electorales, pero la postura inquebrantable de Ulysses Guimarães y las multitudes que asistieron al funeral del líder fallecido crearon el ambiente necesario para una transición pacífica. Mientras tanto, el vicepresidente José Sarney se hizo cargo del gobierno y puso en marcha los objetivos de la Nueva República. A José Sarney le correspondió prestar juramento en el Congreso Nacional: "Prometo sostener, defender y cumplir la Constitución. Observar las leyes, promover el bien común y sostener la unión, la integridad y la independencia de Brasil".

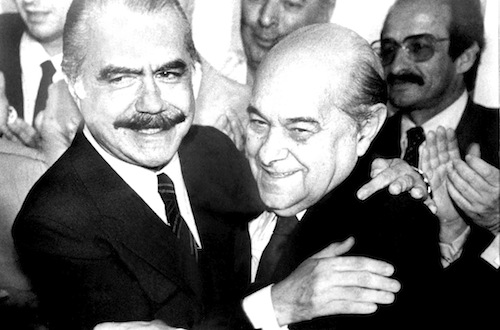
El Presidente electo Tancredo Neves celebra el resultado electoral con su vicepresidente, José Sarney.

### Era pós-Ulysses
Urgido a la oposición tras las elecciones presidenciales de 1989, el PMDB se vio sorprendido por el anuncio del primer nombre del equipo de la "collorida", el diputado federal peemedebista Bernardo Cabral. Relator general de la Asamblea Constituyente, permaneció en el Ministerio de Justicia durante siete meses, hasta que fue sustituido por el senador Jarbas Passarinho. En las elecciones de ese año, el desgaste del gobierno de José Sarney afectó al PMDB, que vio caer el número de gobernadores de veintidós en 1986 a sólo siete (Amazonas, Pará, Tocantins, Paraíba, São Paulo, Paraná y Goiás) al cabo de cuatro años, aunque el número de unidades federales con derecho a elegir a sus gobernadores pasó de veintitrés en 1986 a veintisiete en 1990 (gracias al derecho adquirido por el Distrito Federal, la creación del estado de Tocantins y la elevación de los territorios federales de Amapá y Roraima al nivel de estados). En el Congreso Nacional, el repliegue peemedebista también fue significativo, pues mientras que en la renovación de los dos tercios del Senado Federal, en 1986, el partido obtuvo más del 75% de los escaños, en el cambio de un tercio de los escaños, en 1990, este porcentaje cayó al 25%, a pesar de que Amapá y Roraima tenían seis escaños por cubrir. En la Cámara de Diputados, el aumento de escaños de 487 a 503 marcó el reflujo del PMDB, que pasó de 260 a 108 escaños, aunque mantuvo la bancada más numerosa. Otras pérdidas fueron la marcha de Miguel Arraes al Partido Socialista Brasileño y las de otros exgobernadores como Amazonino Mendes y Epitácio Cafeteira al Partido Demócrata Cristiano.
Sin embargo, el triunfo más significativo de las elecciones tuvo lugar en São Paulo con la victoria de Luiz Antônio Fleury Filho sobre Paulo Maluf en la segunda vuelta. Apoyado por Orestes Quércia, Fleury repitió los pasos de su predecesor en la carrera por el Palácio de los Bandeirantes, ya que en 1986 el PMDB vio a su candidato iniciar la contienda con números modestos en los sondeos de opinión en un escenario en el que Maluf polarizaba con Mário Covas (PSDB). A lo largo de la campaña, los índices de Fleury subieron a medida que se intensificaba el duelo entre malufistas y tucanos, y consiguió su pase a la segunda vuelta. Fortalecido por su victoria, Quércia fue elegido presidente del PMDB en 1991 en sustitución de Ulyses Guimarães, en el primer cambio de mando del partido después de veinte años. El mandato de Quércia estuvo marcado por el apoyo del partido al impeachment y posterior destitución de Fernando Collor de la presidencia en 1992, pero el acontecimiento más significativo para el partido fue la muerte de Ulises en un accidente aéreo frente a la costa de Río de Janeiro el 12 de octubre de ese año. En 1993, Orestes Quércia dimitió como presidente del partido, alegando ser víctima de una "traición" por parte de sus partidarios, y fue sustituido por Luiz Henrique da Silveira. Debilitado políticamente, obtuvo un modesto cuarto puesto en las elecciones presidenciales de 1994, con sólo 2.771.788 votos, y vio cómo Fernando Henrique Cardoso era elegido en primera vuelta.
Los malos resultados de Orestes Quércia acentuaron las disensiones partidarias que existían desde la campaña, por lo que parte del PMDB se incorporó al gobierno de Fernando Henrique a pesar de que el partido era formalmente opositor, es decir, a diferencia de la "postura de coalición" frente a Itamar Franco, en la administración de su sucesor el PMDB se posicionó tanto en la oposición como en el gobierno, pues aunque la dirección actuó con rechazo, el nuevo presidente concedió dos carteras al PMDB: El Ministerio de Justicia fue entregado a Nelson Jobim y el de Transportes a Odacir Klein, también de Rio Grande del Sul, bajo los auspicios de José Sarney, entronizado como presidente del Senado para el bienio 1995/1997. Incluso con el cambio de sus titulares, los dos ministerios permanecieron en manos del PMDB, aunque la disputa interna entre grupos pro y antigubernamentales se intensificó, por ejemplo en el caso de la convención nacional de 1998, que acabó por no respaldar a ningún candidato presidencial. En medio de tantas disputas, sus miembros y simpatizantes se dividieron entre apoyar la reelección de Fernando Henrique Cardoso o apostar por los nombres de Luiz Inácio Lula da Silva, como en Paraná, y Ciro Gomes, como en Minas Gerais, para la oposición. Cuando el Jefe del Ejecutivo era reelegido, el partido mantenía su cuota cambiando a Iris Rezende por Renan Calheiros en el Ministerio de Justicia, mientras que el Ministerio de Transportes estaba unas veces en manos de Eliseu Padilha y otras de João Henrique de Almeida Sousa. Tan apegado al gobierno tucano, el PMDB firmó en 2002 la coalición "Grande Aliança", que presentó a Rita Camata como candidata a la vicepresidencia en la candidatura de José Serra, un plan que se frustró con la victoria de Lula en la segunda vuelta.

### Gobierno de Lula

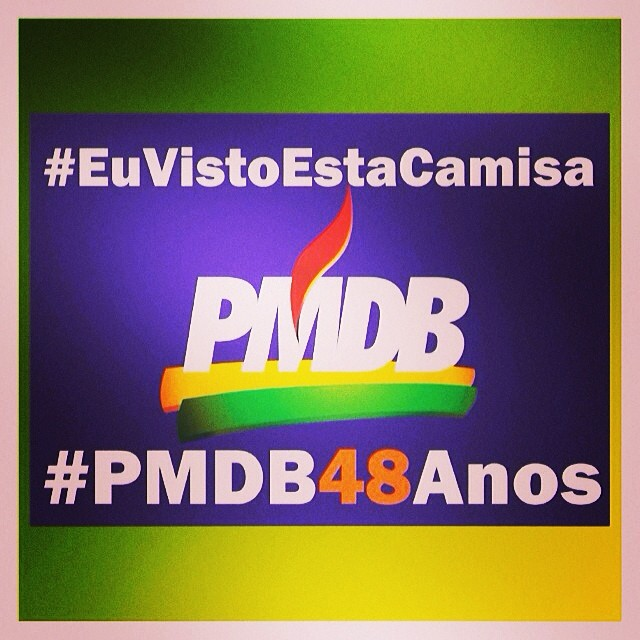
Cartel de conmemoración del 48 aniversario del partido en 2014.

Con la toma de posesión de Luiz Inácio Lula da Silva, el 1 de enero de 2003, se intentó sumar al partido a la coalición gobernante, pero las negociaciones sólo fructificaron en enero del año siguiente, cuando se ofrecieron al PMDB los ministerios de Comunicaciones, Minas y Energía y Seguridad Social. Dirigentes antes alineados con Fernando Henrique se acercaron al gobierno, y así José Sarney y Renan Calheiros (dos veces) ocuparon la presidencia del Senado entre 2003/2007 y João Henrique de Almedia  la de Correios. En el segundo mandato de Lula, el partido perdió la Seguridad Social, pero se vio recompensado con Gedel Vieira Lima en el Ministerio de Integración Nacional y la elección de Nelson Jobim para el Ministerio de Defensa. En total, el PMDB ocupa seis ministerios. Por el contrario, senadores como Pedro Simon, Mão Santa y Jarbas Vasconcelos seguían en la oposición.
El PMDB es criticado por el politólogo Marcus Figueiredo por tener una postura muy diferente hoy de los días en que estaba dirigido por Ulysses Guimarães.

Después de la creación del PSDB y de las elecciones presidenciales que dieron expresión nacional a otros partidos, el PMDB se convirtió en una federación de líderes regionales y perdió expresión. Esta crisis ayuda a mostrar cómo los rostros del PMDB son casi todos ilustres desconocidos a nivel nacional, muchos de ellos basados más en bastiones electorales que en plataformas sólidas.
Marcus Figueiredo, cientista político do Iuperj

Entre 2010 y 2011, tras la muerte de Orestes Quércia, los aliados de Michel Temer se hicieron con el control del PMDB de São Paulo con el objetivo de aumentar el número de afiliados hasta las elecciones de 2012. Temer era prácticamente desconocido en el partido, y el fortalecimiento de su nombre se atribuye a las articulaciones realizadas por Arlon Viana.

### Impeachmentde Dilma

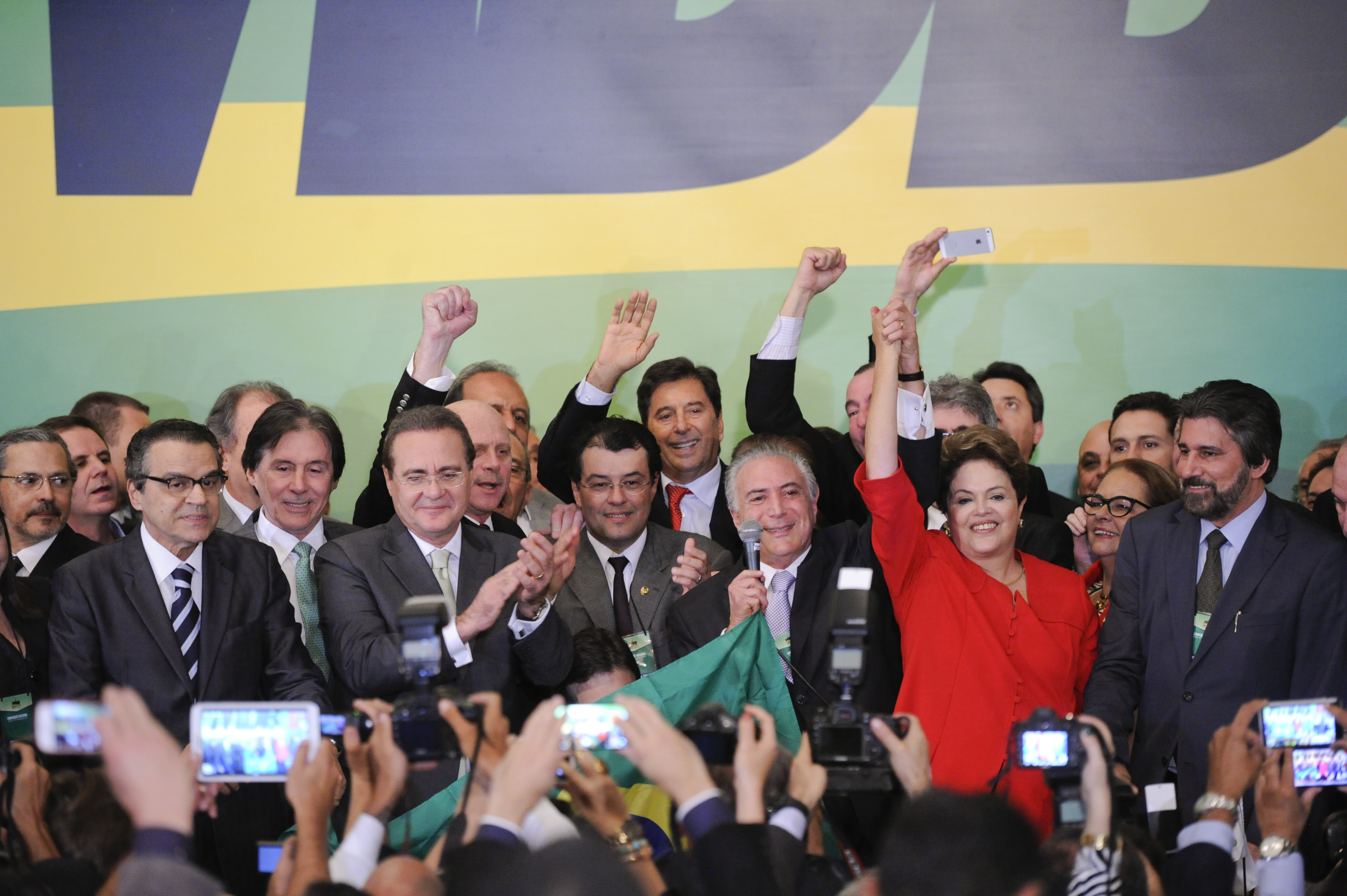
Convención Nacional del PMDB en junio de 2014.

Tras las elecciones de 2014, el PMDB propuso y eligió al entonces diputado Eduardo Cunha (RJ) como presidente de la Cámara de Diputados, contando con 267 votos del llamado "Centrão". A raíz del descubrimiento de cuentas suizas y de diversas acusaciones, parlamentarios del PSOL y de REDE solicitaron la destitución de Eduardo Cunha en el Consejo de Ética. El 2 de diciembre de 2015, Cunha decidió aceptar el pedido de impeachment de Dilma presentado por los juristas Hélio Bicudo, Janaína Paschoal y Miguel Reale Júnior.
A partir de 2016, el PMDB apoyó firmemente el impeachment, a pesar de los intentos de Leonardo Picciani (RJ) de frenarlo. En la Comisión Especial, 5 diputados votaron a favor y 3 en contra. En la votación en la Cámara, el partido aportó 59 votos a favor y solo 7 en contra. En el Senado, el debate se intensificó, con senadores como Roberto Requião (PR) y Kátia Abreu (TO) defendiendo con rigor que la presidenta no había cometido delito de responsabilidad. El 31 de agosto de 2016, en la votación final, 17 senadores votaron a favor del impeachment y solo dos votaron en contra. Ese mismo día, Michel Temer asumió como presidente efectivo de la República, tras la destitución de Dilma Rousseff.

### Gobierno Temer

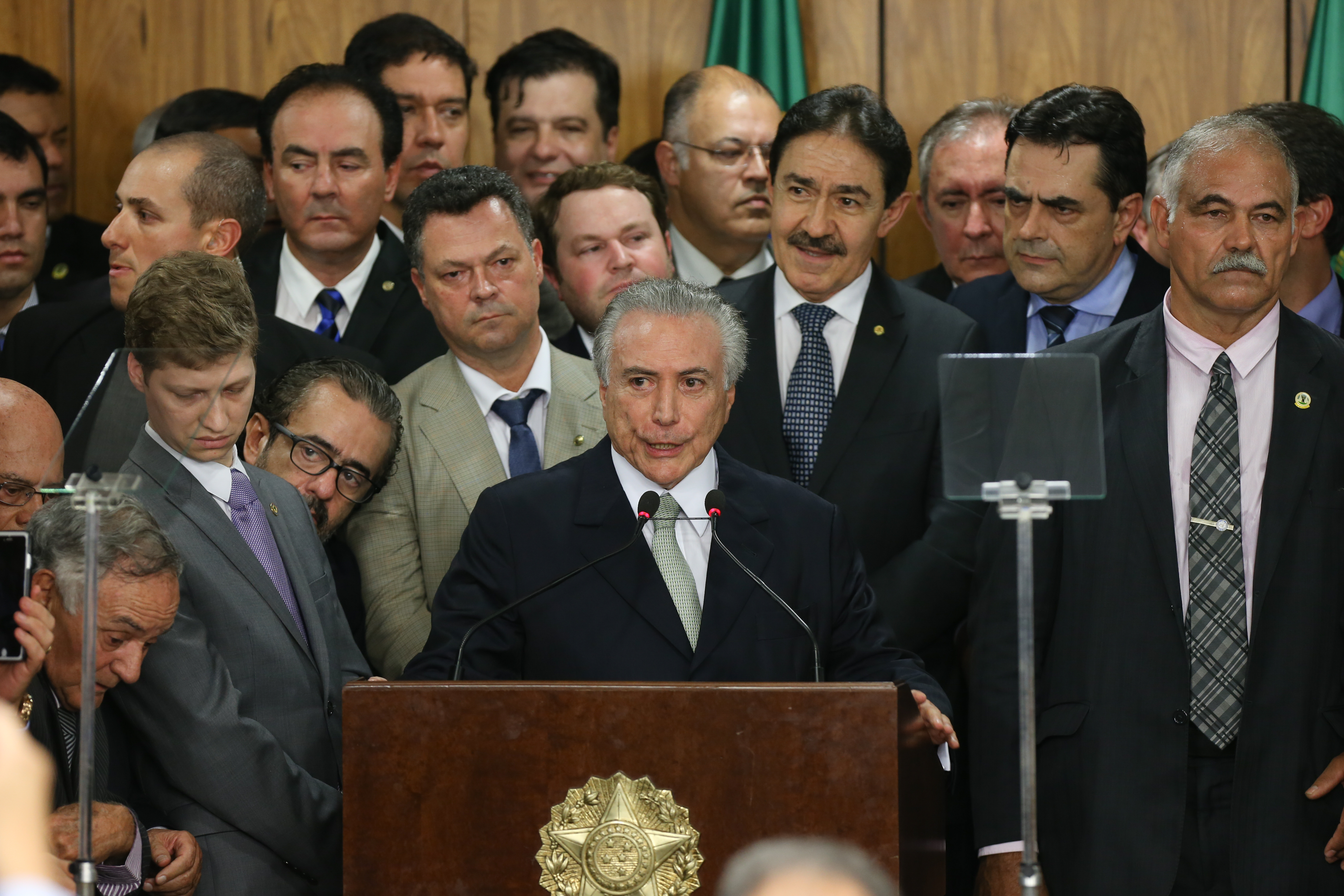
Toma de posesión de los nuevos ministros del Gobierno Temer el 12 de mayo de 2016.

Michel Temer asumió la presidencia de forma interina el 12 de mayo de 2016. Temer pudo contar con varios partidos, tanto partidarios del Gobierno de Dilma como de la oposición, para formar su gabinete: PSDB, DEM, PP, PR, PSB, PSD, PPS, PTB, PRB y PV, conformando una amplia -aunque fragmentada- base parlamentaria. Su principal objetivo es aplicar reformas liberales, como la PEC 55, que limita el gasto público, la Reforma de las Pensiones, la Reforma Laboral y la Reforma de la Enseñanza Secundaria.
El 1 de julio, una encuesta de Ibope encargada por la Confederación Nacional de la Industria (CNI) mostró que el 39% de los brasileños califica el gobierno del presidente interino de malo o pésimo, mientras que el 13% lo califica de bueno o excelente y el 36% lo considera regular. Entre los entrevistados, el 13% no sabía o no quiso contestar. La encuesta se realizó entre el 24 y el 27 de junio y se escuchó a 2.002 personas en 141 municipios. El grado de confianza de la encuesta es del 95%. El margen de error es de más o menos dos puntos porcentuales. Ibope también preguntó si los encuestados aprobaban o no la forma de gobernar de Temer: el 53% dijo que la desaprobaba y el 31% dijo que la aprobaba. Otro 16% dijo que no sabía o no quería responder. Entre los entrevistados, el 66% dijo que no confiaba en el presidente interino. El porcentaje de personas que dijeron confiar en Temer fue del 27%. Otro 7% no sabía o no quiso responder.
El gobierno ha pasado por polémicas, habiendo perdido seis ministros hasta noviembre en un período de seis meses. El 15 de diciembre de 2016 se promulgó la  PEC de  techo de gasto público.
En las elecciones municipales de 2016 eligió a 1038 alcaldes, 17 más que en 2012, manteniéndose como el partido con mayor número de alcaldías. Eligió a tres alcaldes de capitales: Irís Rezende en Goiânia, Gean Loureiro en Florianópolis y Emanuel Pinheiro en Cuiabá. El partido obtuvo malos resultados en las ciudades de São Paulo y Río de Janeiro, aunque tuvo grandes posibilidades de victoria durante toda la campaña. Para la alcaldía de São Paulo, apostó por la candidatura de Marta Suplicy, con el apoyo del PSD, quedando en 4ª posición (10,14% de los votos) por detrás de Celso Russomano (PRB), Fernando Haddad (PT) y el victorioso João Dória (PSDB). Para la alcaldía de Río de Janeiro, apostó por Pedro Paulo, con una gran coalición (PDT / PP / PTB / PSL / SD / DEM / PROS / PHS / PMN / PEN / PSDC / PTC / PT do B / PRTB), quedando 3º (16,12%), por detrás de Marcelo Freixo (PSOL) y Marcelo Crivella (PRB).

### Cambio de nombre
En agosto de 2017, el partido decidió, a través de su presidente, Romero Jucá, que volvería a llamarse MDB, como en los años 70. El cambio fue un intento de aliviar el desgaste político causado por la crisis política de 2014. En una votación durante una convención nacional extraordinaria en Brasilia, celebrada el martes 19 de diciembre de 2017, los delegados del partido aprobaron cambiar el nombre de la sigla de PMDB a MDB (el regreso del nombre Movimiento Democrático Brasileño). Por 325 votos a favor y 88 en contra, el MDB fue elegido por haber sido el partido de la oposición durante la dictadura militar y por haber aglutinado los intereses de los movimientos sociales y sindicales que resistieron al régimen. La nueva denominación se sometió a la aprobación del Tribunal Superior Electoral (TSE), ya que dependía de él, y esta se obtuvo el 15 de mayo de 2018, cuando también se rechazaron las objeciones de los directorios municipales de Curitiba, Porto Alegre y Florianópolis al cambio de nombre.
En las elecciones municipales de 2020, el partido eligió a cinco alcaldes en las capitales estales, entre ellos Arthur Henrique en Boa Vista, Maguito Vilela en Goiânia, Sebastião Melo en Porto Alegre, Dr. Pessoa en Teresina y es reelegido Emanuel Pinheiro en Cuiabá.

## Ideología
Es un partido atrapalotodo, miembro del centrão.
A partir de 2015, el programa del partido se basa en el documento "Puente hacia el futuro", que detalla las medidas a tomar para modernizar Brasil, incluyendo la reforma del código laboral, la revisión del sistema de pensiones, la privatización de algunas empresas públicas y la reducción de algunos derechos sociales.

## Resultados electorales

### Elecciones presidenciales
|  | 72,4 % |

|  | 4,7 % |

|  | 4,4 % |

|  | 53,1 % |

|  | 23,2 % |

|  | 38,7 % |

|  | 48,6 % |

|  | 60,8 % |

|  | 46,9 % |

|  | 56,1 % |

|  | 41,6 % |

|  | 51,6 % |

|  | 1,2 % |

|  | 4,16 % |

### Elecciones parlamentarias
|  | 43,0 % |

|  | 47,8 % |

|  | 19,3 % |

|  | 20,3 % |

|  | 15,2 % |

|  | 13,4 % |

|  | 14,6 % |

|  | 13,0 % |

|  | 11,1 % |

|  | 5,5 % |